# Chiesa di San Donato (Serrazzano)
La chiesa di San Donato si trova a Serrazzano nel comune di Pomarance.

## Descrizione e storia
Compreso nel piviere di Morba, Serrazzano aveva due chiese, San Michele dentro il castello e San Donato fuori. La prima chiesa è ricordata fin dal 1102 in una donazione alla Badia di Monteverdi e porta questo nome ancora nella visita pastorale del 1413. La seconda, attualmente chiamata di Sant'Antonio, aveva anticamente il titolo di San Donato.
Costruita fuori le mura castellane e forse precedente ad esse, aveva funzione di chiesa parrocchiale possedendo il fonte battesimale e la facoltà di amministrarsi gli altri sacramenti. Nel 1413 sarebbe avvenuto il trasferimento del titolo da questa chiesa a quella entro le mura, la quale mutò nome da San Michele a San Donato, titolo che tuttora mantiene.
La chiesa mostra una struttura gotica con quattro volte a crociera del secolo XIV, e conserva un ciborio in alabastro mistio volterrano del XVI secolo.